# STH
STH (англ. Saitohin) – білок, який кодується однойменним геном, розташованим у людей на короткому плечі 17-ї хромосоми. Довжина поліпептидного ланцюга білка становить 128 амінокислот, а молекулярна маса — 13 652.
| 10         |  | 20         |  | 30         |  | 40         |  | 50         |
| ---------- |  | ---------- |  | ---------- |  | ---------- |  | ---------- |
| MSEGGGQVSC |  | IFAAPTRLCR |  | WPALIECGVN |  | LTQPLCEWMI |  | QVARDRTLSL |
| AWEVASLLTL |  | SSSEVGLEGV |  | GTIWPSSYSS |  | EESSRNGAEQ |  | GRQLSIEGPF |
| QGQNCPSHPA |  | AALPLPMRGE |  | SQATSCQV   |  |            |  |            |

A: Аланін

C: Цистеїн

D: Аспарагінова кислота

E: Глутамінова кислота

F: Фенілаланін

G: Гліцин

H: Гістидин

I: Ізолейцин

L: Лейцин

M: Метіонін

N: Аспарагін

P: Пролін

Q: Глутамін

R: Аргінін

S: Серин

T: Треонін

V: Валін

W: Триптофан

Локалізований у цитоплазмі, ядрі.